# Vasco da Gama

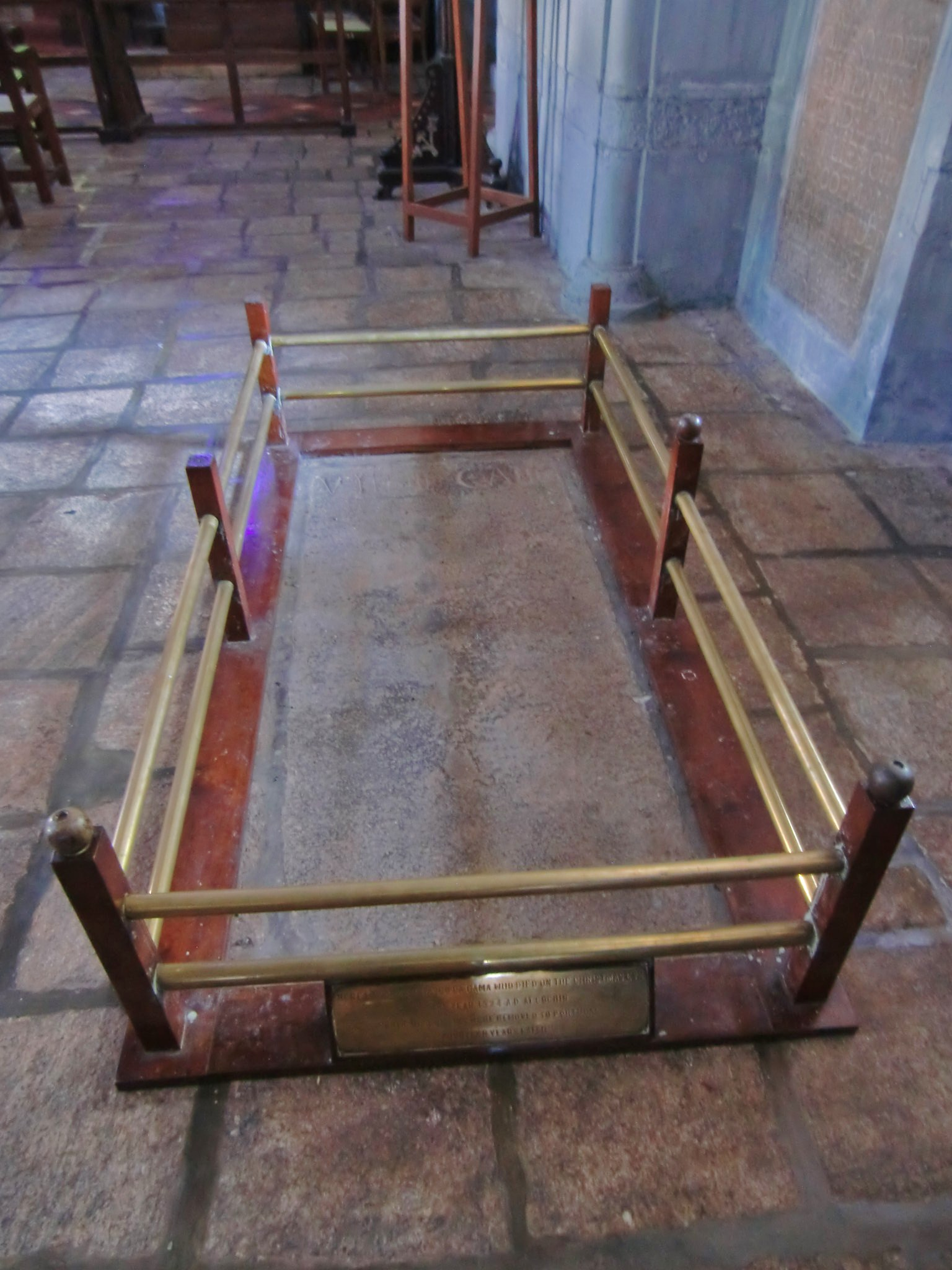
První hrob Vasca de Gamy v kostele sv. Františka v Kóčinu

Vasco da Gama [vasku da gama] (1469 Sines – 24. prosince 1524 Kóčin, Indie) byl jeden z nejvýznamnějších portugalských mořeplavců a objevitelů, od roku 1519 hrabě z Vidigueiry. Byl prvním Evropanem, který se dostal do Indie po moři (1498). Součet vzdáleností překonaných při první, průlomové plavbě učinil z této expedice nejdelší oceánskou plavbu, jakou kdy do té doby podnikl. Svými třemi cestami do Indie (1497–1499, 1502–1503, 1524) položil základy pozdější portugalské koloniální říše a zahájil novou fázi globalizace a kolonialismu. Za své zásluhy byl v roce 1524 da Gama jmenován indickým guvernérem s titulem místokrále. Luís de Camões napsal na jeho počest portugalskou národní epickou báseň Os Lusíadas.

## Život
Vasco Da Gama byl třetí z pěti synů venkovského šlechtice, který působil jako guvernér přístavního města Sines na jihozápadě Portugalska. O jeho mládí se mnoho zpráv nedochovalo. Kolem roku 1480 po vzoru svého otce vstoupil do Řádu svatého Jakuba od meče, jehož velmistrem byl od roku 1481 portugalský král Jan II.
Koncem 15. století po pádu Konstantinopole (1453) byl obchod s cizokrajným zbožím, především s kořením, monopolizován arabskými a osmanskými panovníky. Portugalský král Manuel I. se rozhodl získat přístup do Asie obeplutím Afriky. Touto cestou byl pověřen posléze Vasco da Gama. Jeho úspěch byl přelomový. Hlavním produktem zpočátku získaným z jihovýchodní Asie byl pepř a skořice, ale brzy zahrnoval další produkty. Portugalsko si udrželo obchodní monopol na tyto komodity po několik desetiletí, což znásobilo jeho bohatství. Až o století později dokázaly ostatní evropské mocnosti, nejprve Nizozemsko a Anglie, později Francie a Dánsko, monopol Portugalska a jeho námořní nadvládu na kapské trase narušit.
Po návratu z první úspěšné výpravy v roce 1499 mu král za odměnu udělil dědičný šlechtický titul s doživotní rentou. Přidělil mu také správu nad městem Sines. Město však patřilo Řádu svatého Jakuba, jehož velmistr nechtěl rozhodnutí krále respektovat, ačkoli Vasco da Gama byl rovněž členem řádu. Ten po několik let trvajícím marném úsilí o získání Sines nakonec z řádu vystoupil a v roce 1507 se stal členem Kristova řádu.
V roce 1502 byl Vasco da Gama jmenován admirálem arabských, perských a indických moří, jakož i celého orientu. Kolem roku 1501 se oženil s Catarinou de Ataide, dcerou prominentního šlechtice. Měli spolu šest synů a jednu dceru.
Druhá cesta do Indie roku 1502 byla provázena násilnostmi proti domorodému obyvatelstvu, z nichž nejhorší byl útok na arabskou loď jménem Mirim, která převážela indické poutníky do Mekky, na její palubě byl přítomen i egyptský vyslanec. Vaso da Gama se zmocnil lodního nákladu, posádku a poutníky včetně žen, celkem asi 400 lidí, dal zavřít do podpalubí a celou loď zapálit. Naživu ponechal jen asi 20 dětí, pod podmínkou, že přijmou křesťanství. Tímto masakrem, který patří mezi vůbec nejkrutější zločiny v historii námořního pirátství, silně utrpěla da Gamova pověst. Král Manuel I. ho při jmenování guvernéra a místokrále Indie v roce 1505 opomenul a titul získal Francisco de Almeida.
Následujících dvacet let žil Vasco da Gama klidným životem v Évoře, jedním z ve své době nejvýznamnějších portugalských měst. Situace se změnila v roce 1518, kdy Fernão de Magalhães po roztržce s králem odešel do Španělska a Vasco da Gama vyhrožoval, že ho bude následovat. Král, který nechtěl ztratit svého admirála východních moří, mu v roce 1519 udělil titul hraběte z Vidigueiry. V roce 1524 byl novým králem Janem III. jmenován do funkce místokrále Indie. Současně zajistil dobré postavení pro své syny.
Tři měsíce po příjezdu do Indie Vasco da Gama onemocněl malárií a na Štědrý den roku 1524 zemřel. Byl pohřben v kostele svatého Františka v Kóčinu, ale v roce 1539 byly jeho ostatky převezeny do Portugalska (Vidigueira). V roce 1880 byl zřízen nový hrob v klášteře jeronymitů v lisabonské čtvrti Belém. Vasco da Gama tam odpočívá v blízkosti králů Manuela I. a Jana III.

## Cesty

### Objevitelská (1497–1499)

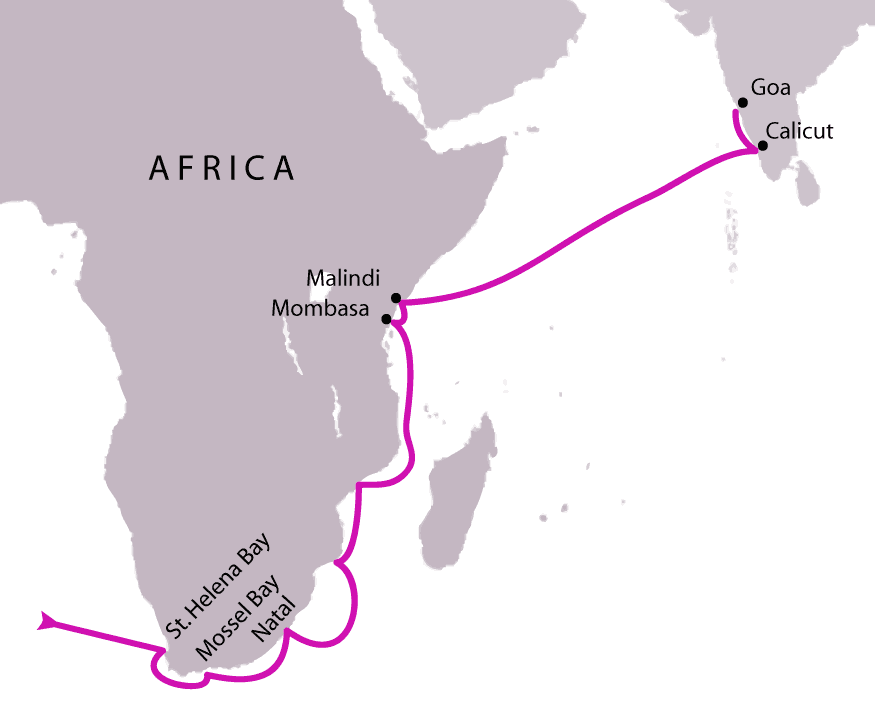
Cesta do Indie 1497–1499

Vasco da Gama opustil Lisabon 8. července 1497 se čtyřmi plachetnicemi: dvě silné expediční o výtlaku 100 až 200 tun, malá rychlá karavela a zásobovací loď. Expediční lodi Sāo Gabriel velel Sám Vasco da Gama, na druhé byl velitelem jeho bratr Paulo. Posádky tvořilo dohromady asi 170 mužů, zpět se jich vrátila asi třetina. První zastávka byla na Madeiře a potom pokračovali ke Kapverdským ostrovům a odtud jihovýchodním směrem k jižnímu pobřeží Afriky. Dne 22. listopadu obepluli mys Dobré naděje a pokračovali podél pobřeží. Při jednom setkání s Hotentoty byl da Gama zraněn oštěpem. V Mosselském zálivu byla na jeho příkaz spálena zásobovací loď, která již splnila svůj účel. Dosáhli ostrova Santa Cruz v zálivu Algoa a 17. prosince se dostali k ústí řeky Rio do Infante (dnešní Velká rybí řeka). To bylo místo, odkud se musel vrátit Bartolomeu Dias při své cestě do Indie v roce 1487. Po několika zastávkách na východoafrickém pobřeží, kde jim místní obyvatelé většinou projevovali nepřátelství, dopluli do Malindi. Vasco da Gama tam doplnil zásoby a pro další plavbu získal zkušeného lodivoda, proslulého arabského mořeplavce a navigátora Ahmada ibn Mádžida. S jeho přispěním dosáhl 20. května 1498 indického subkontinentu u města Kóžikkót. Po jednání s místním vládcem si Portugalci odvážejí zpět příslib vzájemného obchodu. Po tříměsíční strastiplné cestě Indickým oceánem se 7. ledna 1499 dostali k pobřeží Afriky. Z posádky zbylo na každé lodi po sedmi či osmi zdravých mužích. Da Gama nechal spálit jednu loď a posádku rozdělil na zbývající dvě lodi. V Atlantském oceánu se lodě v bouři vzájemně ztratily. Jedna z nich doplula do Portugalska 10. července 1499, ale Vasco da Gama plul se svým nemocným bratrem Paulem přes Kapverdské ostrovy na Azory, kde Paulo zemřel. Domů se vrátil až začátkem září roku 1499.

### Dobyvatelská (1502–1503)
Druhou výpravu do Indie uskutečnil da Gama roku 1502 již jako admirál; velel deseti válečným lodím a jeho úlohou bylo dosažení a upevnění portugalské hegemonie v Arabském moři a na pobřeží Indie. V námořní bitvě porazil da Gama jednu arabskou flotilu, dále s použitím násilí (zejména v Cannanore) dosáhl v mnoha městech na pobřeží Indie uznání Portugalska jako nadřízené mocnosti; položil tak základní kámen pro vytvoření budoucí Portugalské Indie. Výsledkem cesty bylo založení obchodních středisek v Kóžikkótu a Kananuru (Kannur).

### Místokrál Indie (1524)
Třetí cestu podnikl Vasco da Gama roku 1524 jako nově jmenovaný místokrál Indie, asi po čtyřměsíčním pobytu však v Kóčinu na Malabárském pobřeží zemřel.

## Ocenění
Jeho činy zvěčnil později (1572) slavný portugalský básník Luís de Camões v hrdinském eposu „Lusovci“. V televizní anketě Naši velcí Portugalci v roce 2007 se umístil na desátém místě.

## Rodina
Oženil se s Catarinou Ataide (cca 1470-1532), dcerou Álvara de Ataíde, pána Penacovy a alcaide-mor (titul částečně odpovídající purkmistrovi) na hradě Alvor a Marie da Silva, jejímž bratrem byl Nuno Fernandes de Ataíde, portugalský guvernér marockého města Safi.
Měli spolu 8 dětí:
- Estêvão da Gama (1505-1576). 12. guvernér Portugalské Indie
- Isabel de Ataide (1506-?), vdala se za Inácia de Noronha, syna do 1.º Conde de Linhares
- Pedro da Gama (1507-?). Oženil se s Inês de Castro, neměli potomky
- Francisco da Gama (1510-?). 2° Conde da Vidigueira
- Cristóvão da Gama (1516-1542)
- Álvaro da Gama (1517-?), kapitán Malakky.
- Paulo da Gama (1518-?).
- Juliana da Gama (1519-?), vdala se za  Belchiora Vaz Borralha

##### Zajímavost
- pravnuk Francisco da Gama se stal guvernérem Portugalské Indie v době stého výročí doplutí do Indie.

## Galerie

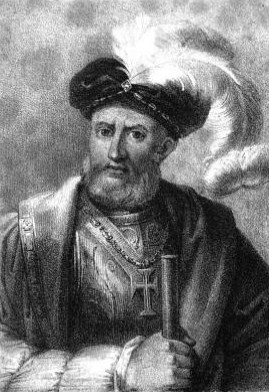
Vasco da Gama
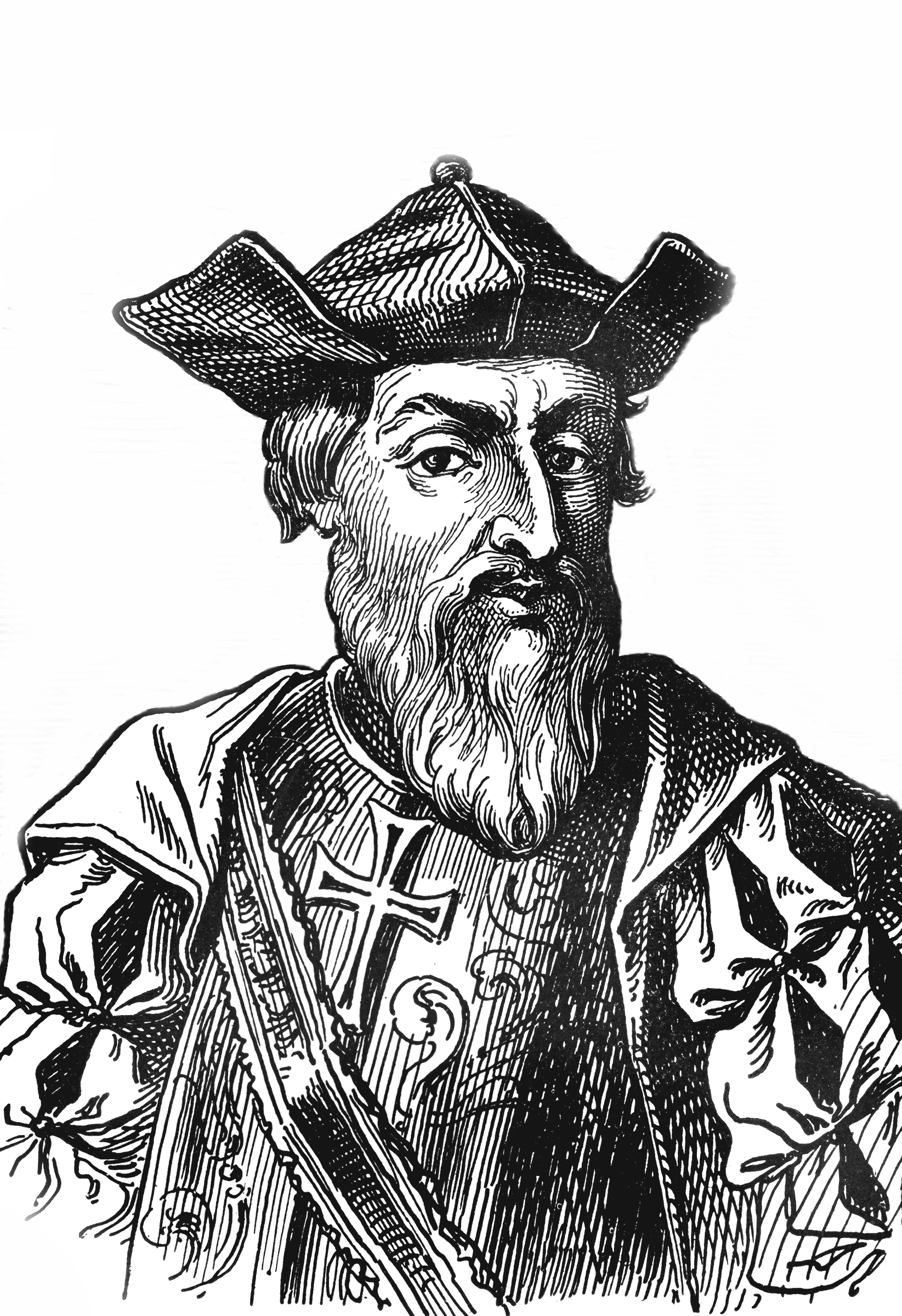
Vasco da Gama
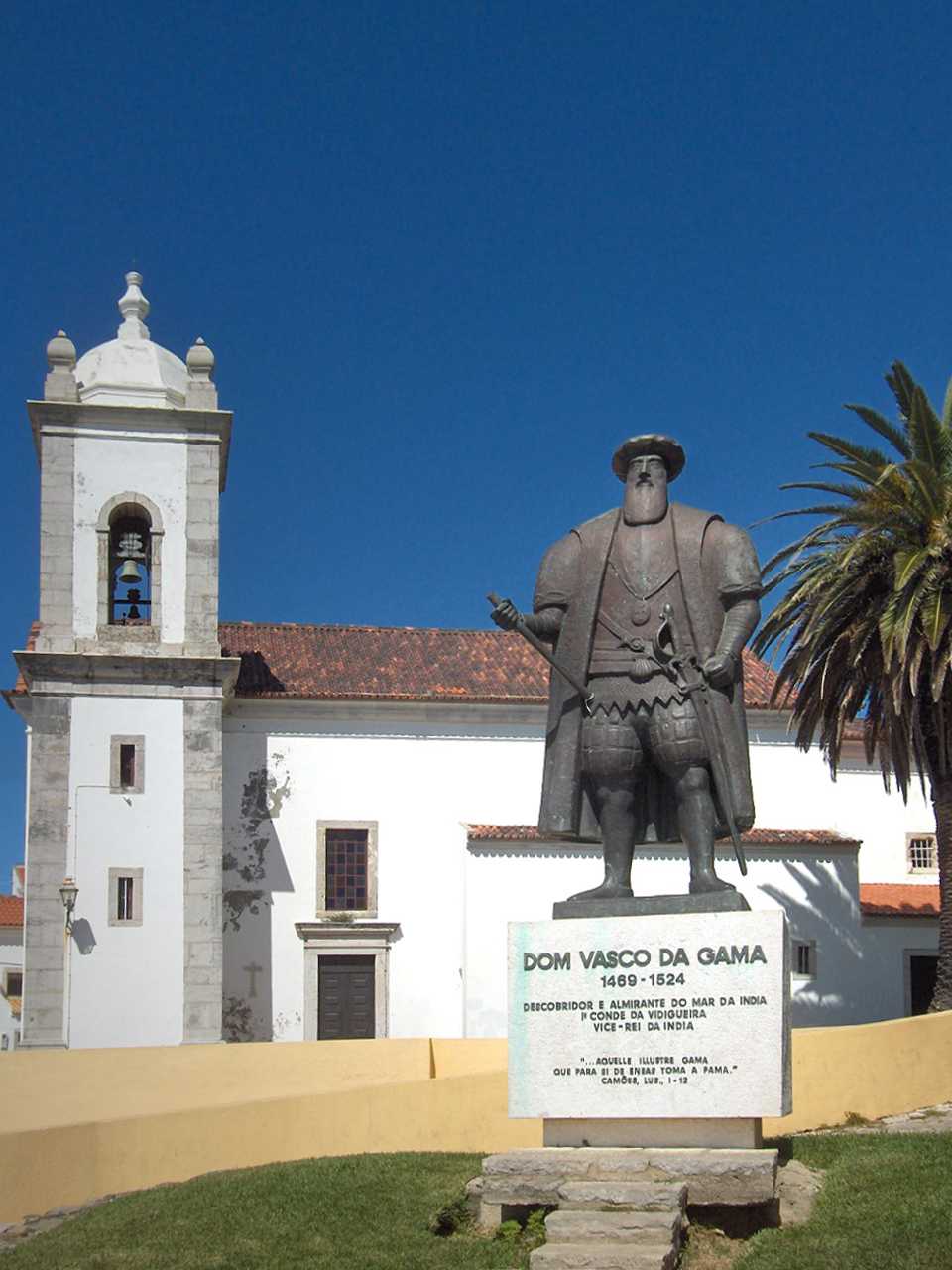
Pomník v rodném městě Sines
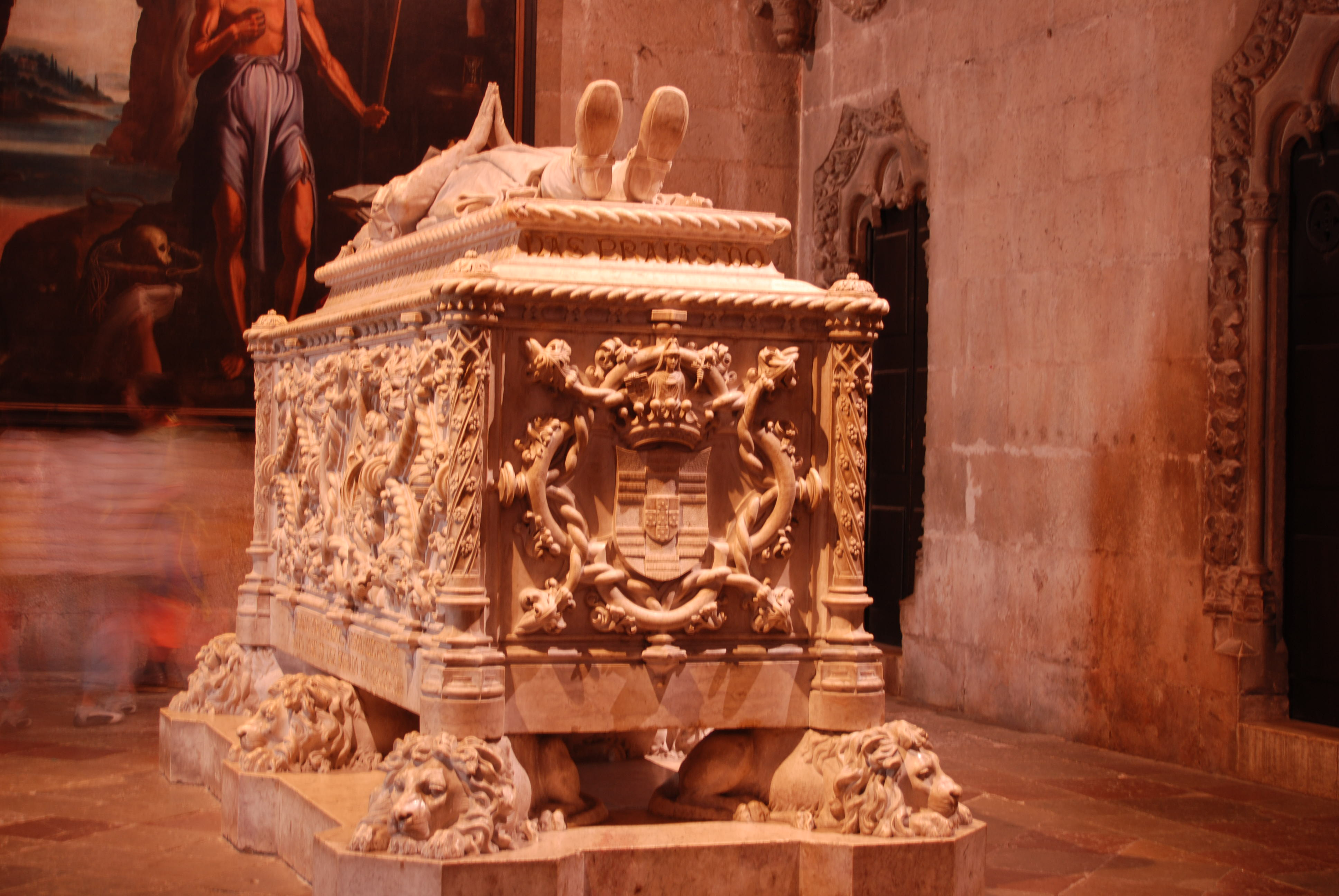
Hrob v Klášteře sv. Jeronýma v Lisabonu